# ناوی (گروه موسیقی)
ناوی (به انگلیسی: NAVI) گروه موسیقی بلاروسی است.
آن ها در مسابقه آواز یوروویژن ۲۰۱۷ نماینده بلاروس بودند .